# Rudjakovia plicata
Rudjakovia plicata is een hydroïdpoliepensoort uit de familie van de Agalmatidae. De wetenschappelijke naam van de soort is voor het eerst geldig gepubliceerd in 1982 door Margulis.